# Tweede Kamerverkiezingen 1977/Kandidatenlijst/PvdA
Dit is de kandidatenlijst voor de Tweede Kamerverkiezingen 1977 van de Partij van de Arbeid (PvdA). De partij had een lijstverbinding met de PPR en de PSP.

## De lijst
De lijst verschilde per kieskring, waarbij in enkele kieskringen de lijsten overeenkwamen. Alle lijsten hadden gemeen dat ze werden aangevoerd door partijleider Joop den Uyl.
- vet: verkozen
- schuin: voorkeurdrempel overschreden

### 's-Hertogenbosch
1. Joop den Uyl[1] - 168.286 stemmen[2]
2. Bram Stemerdink - 877
3. Joop Worrell - 223
4. Jan Pronk[3] - 345[4]
5. Jan Schaefer[5] - 450[6]
6. Ina Müller-van Ast - 1.252[7]
7. Adriaan van Mierlo[8] - 173
8. Karel Musch - 147
9. Hans Dona - 135
10. A.M.M.A. Pennings - 134
11. A. Bieze - 163
12. G. van Wijk - 100
13. H. Joustra - 88
14. P.N.A.M. Papenburg - 85
15. Henk Hendriksen - 93
16. A.K. Prins - 72
17. Ger Schinck - 89

### Tilburg
1. Joop den Uyl[1] - 151.091 stemmen[2]
2. Jan Pronk - 551[4]
3. Henk Hartmeijer - 323
4. Frits Castricum - 166
5. Frits Niessen[8] - 187
6. Chiel Kamp - 93
7. Peer van Veggel - 148
8. F.J. Derks - 92
9. Ina Muller-van Ast[9] - 732[7]
10. Jan Schaefer[5] - 263[6]
11. Ed van Thijn[5] - 134[10]
12. Arnold van der Graaf - 49
13. Arie van der Hek[11] - 11[12]
14. K.J. Mastenbroek - 194
15. Jacques René Toussaint[8] - 6[7]
16. Koos Dreef - 108
17. Jan Nagel - 7[7]
18. R. Makkink - 37
19. Jaap van der Doef[13] - 42[14]
20. F. Hulshof - 55
21. Nora Salomons[5] - 18[15]
22. Schelto Patijn[1] - 10[16]
23. Ko Wierenga[17] - 30[15]

### Arnhem, Nijmegen
1. Joop den Uyl[1] - 303.083 stemmen[2]
2. Jos van Kemenade - 1.561[12]
3. Arend Voortman - 708[12]
4. Wim Albers - 421
5. David van Ooijen - 292
6. Rie de Boois - 1.401[15]
7. Arie de Graaf - 308
8. Kees van den Anker[8] - 171
9. Jan Pronk[3] - 364[4]
10. Ed van Thijn[5] - 289[10]
11. Jan Massink - 237
12. Ien van den Heuvel-de Blank - 1.194
13. Jan van der Laan - 119
14. Jan Nagel - 53[7]
15. Jan Schaefer[5] - 455[6]
16. Marijke Geertruida van de Merwe-Schröder - 888[14]
17. Marcel van Dam[13] - 99[15]
18. Han Floor - 66
19. Willem Revet - 37[7]
20. H.R. Oosterwoud - 67
21. Auke de Vries - 84
22. Rob Bakker - 61
23. G.J. Koele - 209
24. H.J. Vegting - 42
25. J.H. Sibon - 73
26. A.C. van Riemsdijk-de Beus - 116
27. Jan de Way - 66
28. Jan den Hoed - 94
29. Jan Swart - 30
30. Françoise Hermans-van Charante - 302

### Rotterdam, Leiden
1. Joop den Uyl[1] - 338.626 stemmen[2]
2. Meiny Epema-Brugman - 2.918[7]
3. Arie van der Hek - 319[12]
4. Hans Kombrink - 742[15]
5. Max van der Stoel - 665[7]
6. Cornelis Laban - 108
7. Dirk Dolman - 216[10]
8. Wim Duisenberg[1] - 1.340[12]
9. Henk Molleman[18] - 68[15]
10. Flip de Kam[8] - 71
11. Frans Moor[8] - 123
12. Samuel Rozemond - 63
13. Riet Hof-Brouwer - 1.809[15]
14. J. van der Gaag - 60
15. Jan Pronk[3] - 445[4]
16. Jan Rotmeijer - 27
17. Wim Hommels - 149[7]
18. Marcel van Dam[13] - 87[15]
19. Schelto Patijn[1] - 32[16]
20. J. Koopman - 12
21. Klaas George de Vries[1] - 48[15]
22. J.G.P.J. Duivesteijn - 149
23. Wijnie Giphart-Jabaay[8] - 118[15]
24. Jan Huijbrecht - 7
25. Leen Hoffman - 51
26. A.W. Joppe - 359
27. A.P. Ranner - 62
28. Geesje Schaapman[19] - 216[15]
29. A.C. Zevenbergen - 126
30. F.D. Andrioli - 78

### 's-Gravenhage
1. Joop den Uyl[1] - 107.565 stemmen[2]
2. Stan Poppe - 645[15]
3. Herman Drenth - 209[7]
4. Jan Schaefer[5] - 544[6]
5. Jan Pronk[3] - 153[4]
6. Jacques René Toussaint[8] - 86[7]
7. Wim Meijer[20] - 32[12]
8. Hein Roethof[13] - 33[21]
9. Dirk Dolman[11] - 87[10]
10. G.F. van Otterloo - 74
11. Jaap van der Doef[13] - 23[14]
12. Arie van der Hek[11] - 14[12]
13. Schelto Patijn[1] - 65[16]
14. Marijke Geertruida van de Merwe-Schröder - 1.240[14]

### Dordrecht
1. Joop den Uyl - 237.986 stemmen[2]
2. Wim Duisenberg - 2.288[12]
3. Klaas George de Vries - 180[15]
4. Schelto Patijn - 95[16]
5. Gerrit Klein - 70[21]
6. Henk Molleman[18] - 59[15]
7. Dirk Dolman[11] - 46[10]
8. Meiny Epema-Brugman[11] - 1.322[7]
9. Jos van Kemenade[22] - 173[12]
10. Arie van der Hek[11] - 19[12]
11. Jan Pronk[3] - 176[4]
12. Wijnie Giphart-Jabaay[8] - 869[15]
13. Henk Veldhoen[8] - 81
14. Len Edzes-van Loon - 170
15. Jan Blom - 12
16. Riet Hof-Brouwer - 260[15]
17. Hommo Tonkes - 79
18. J.G.H. van Amerongen - 38
19. Frank Mewe - 71
20. Jan Bertus Eikelenboom - 82
21. Leen Pieren - 52
22. F.A.J.P. Rondagh - 3
23. I.J. Wurtz-Smit - 51
24. Roel den Dunnen - 43
25. Wim Hommels - 2[7]
26. José Hageman - 112
27. G. Castelijn - 115
28. Jac. Korpel - 23
29. J.S. van Leen - 100
30. Jan Schaefer[5] - 499[6]

### Amsterdam
1. Joop den Uyl[1] - 190.202 stemmen[2]
2. Ed van Thijn - 1.512[10]
3. Jan Schaefer - 2.189[6]
4. Nora Salomons - 3.652[15]
5. Kees Kolthoff - 76
6. Marijke Wuthrich-van der Vlist[8] - 1.330[15]
7. Jules de Waart - 82
8. H.J.I. van Leeuwen - 101
9. H.K. Verkoren - 44
10. Jan Pronk[3] - 387[4]
11. Irene Vorrink - 974
12. Wim Polak Phz. - 132
13. E. Dienaar - 50
14. W. Polak Emz. - 49
15. Arend Voortman[22] - 27[12]
16. Jaap van der Doef[13] - 63[14]
17. Arie Kosto[23] - 247[7]
18. Henk Molleman[18] - 17[15]
19. Marijke Geertruida van de Merwe-Schröder - 505[14]
20. J.G.C.A. Persoon - 22
21. T.J. van Heesch - 26
22. B.H. Uythof - 17
23. Gerda Cabell - 95[15]
24. T. Veenstra - 220
25. Wil Velders-Vlasblom - 93[21]
26. Stan Poppe[24] - 100[15]

### Den Helder
1. Joop den Uyl[1] - 139.191 stemmen[2]
2. Pieter Dankert - 393[15]
3. Arie Kosto - 396[7]
4. Gerrit Klein[1] - 28[21]
5. Wim Duisenberg[1] - 964[12]
6. André Thomsen[18] - 217
7. Dirk Duinker[8] - 32
8. Tom Stom - 137
9. Marijke Geertruida van de Merwe-Schröder - 2.204[14]
10. Arie Geuzebroek - 126
11. C. Out - 133
12. G.H. Gerritsen - 41
13. Th.J. van Amersfoort - 54
14. A.A.M. Horrevorts - 32
15. Max van der Stoel[11] - 113[7]
16. Wim Meijer[20] - 27[12]
17. Jan Schaefer[5] - 425[6]
18. Jos van Kemenade[22] - 140[12]
19. Wietske Pruijsen-Kingma - 295
20. H. van Gelder - 37
21. Nora Salomons[5] - 175[15]
22. Dirk Dolman[11] - 8[10]
23. Jaap van der Doef[13] - 23[14]
24. Schelto Patijn[1] - 7[16]
25. Gerda Cabell - 109[15]

### Haarlem
1. Joop den Uyl[1] - 144.907 stemmen[2]
2. Joop Voogd - 967
3. Piet Stoffelen - 78
4. Harry van den Bergh - 79
5. Wim van Velzen - 116
6. Marijke Geertruida van de Merwe-Schröder - 2.252[14]
7. G. de Boer - 66
8. Wim Duisenberg[1] - 920[12]
9. Jos van Kemenade[22] - 212[12]
10. Jan Pronk[3] - 181[4]
11. Jan Schaefer[5] - 510[6]
12. Wim Meijer[20] - 15[12]
13. Gerrit Klein[1] - 12[21]
14. Ed van Thijn[5] - 229[10]
15. Gerda Cabell - 134[15]
16. Erik Boshuijzen - 41
17. Loes van Marle - 562
18. Herman Drenth[24] - 11[7]
19. Schelto Patijn[1] - 8[16]
20. Anne Vondeling[25] - 81[21]
21. S.J. Koster - 33
22. Hein Roethof[13] - 14[21]
23. J.F. Roos-van Ouwerkerk - 139
24. Douwe van Dam - 72
25. Jaap van der Doef[13] - 20[14]
26. Marijke Wuthrich-van der Vlist[8] - 103[15]
27. Hans Kombrink[11] - 12[15]
28. Dirk Dolman[11] - 7[10]
29. Rie de Boois[22] - 38[15]
30. Pieter Dankert[23] - 37[15]

### Middelburg
1. Joop den Uyl[1] - 65.023 stemmen[2]
2. Peter Roels - 422
3. Arie van der Hek[11] - 43[12]
4. Gerrit Klein[1] - 35[21]
5. W. Wisse - 89
6. Ed van Thijn[5] - 83[10]
7. J.J. Vergouwe - 124
8. Marijke Geertruida van de Merwe-Schröder - 322[14]
9. Jan Schaefer[5] - 93[6]
10. L.G. Gillissen - 123
11. Jan Pronk[3] - 29[4]
12. Jo Korstanje - 57
13. Wim Meijer[20] - 3[12]
14. Wijnie Giphart-Jabaay[8] - 24[15]
15. Anne Vondeling[25] - 29[21]
16. Stan Poppe[24] - 8[15]
17. Marijke Wuthrich-van der Vlist[8] - 28[15]
18. Hans Kombrink[11] - 11[15]
19. Arend Voortman[22] - 2[12]
20. Jaap van der Doef[13] - 9[14]
21. Relus ter Beek[26] - 3[7]
22. Geesje Schaapman[19] - 5[15]
23. Dirk Dolman[11] - 3[10]
24. Pieter Dankert[23] - 4[15]
25. Klaas George de Vries[1] - 2[15]
26. Wil Velders-Vlasblom - 7[21]
27. Schelto Patijn[1] - 2[16]
28. Hein Roethof[13] - 4[21]
29. Riet Hof-Brouwer - 22[15]

### Utrecht
1. Joop den Uyl[1] - 143.077 stemmen[2]
2. Hein Roethof - 534[21]
3. Jaap van der Doef - 345[14]
4. Marcel van Dam - 260[15]
5. Jos van Kemenade[22] - 324[12]
6. Sonja van der Gaast-Bakker Schut - 2.239
7. Ien van den Heuvel-de Blank - 743
8. L.M.W. Weesing-Breukel - 191
9. J.E.M. Huige - 46
10. J. Bos - 36
11. Chris van der Schoot - 23
12. J.H. Suurhoff - 36
13. L. Roessingh-Koning - 110
14. C.G. van Hall - 149
15. Wil Velders-Vlasblom - 237[21]
16. W. Huslage - 115
17. Jan Schaefer[5] - 457[6]
18. C.J. Snijders - 35
19. A. van Zandbergen - 29
20. J.M.B. van Bers - 23
21. Marijke Geertruida van de Merwe-Schröder - 196[14]
22. Piet van Baal - 20
23. W.J. Koning - 20
24. Wim Kozijn - 25
25. Rie de Boois[22] - 61[15]
26. Hans Rosenberg - 31
27. Peter de Klerk - 22
28. Willem van der Zandschulp - 20
29. Arend Voortman[22] - 18[12]
30. Ed van Thijn[5] - 217[10]

### Leeuwarden
1. Joop den Uyl[1] - 125.580 stemmen[2]
2. Anne Vondeling - 1.751[21]
3. Jakob Tiede Vellenga - 556
4. Kees Zijlstra[8] - 186
5. Klaas Dankert - 145
6. G. Visscher-Bouwer - 1.086
7. I.L.E. van der Wal-Pabst - 219
8. Heine Keuning[8] - 89
9. Rita Claassen-van Gelder - 253
10. Johanna Bruinsma-Kleijwegt - 101
11. Joop Hooiring - 25
12. Jan Rodenhuis - 114
13. Anne Pebesma-Piebenga - 114
14. Geert Bakker - 27
15. Geart Vledder - 21
16. P.A. de Bruijne - 35
17. Jan Schurer - 65
18. Geesje Werkman-Faber - 85
19. Keimpe Sikkema - 22
20. J.R. van der Heide - 28
21. W. Unema-Ehlhardt - 61
22. Sjoerd Bijleveld - 26
23. J.J. van de Woord - 12
24. Doeke Venema - 13
25. Joop van der Zwaag - 9
26. Jaap Goorhuis - 18
27. Wilfried de Pree - 30
28. Joop van den Berg - 24
29. Frank de Vries - 27
30. J.D. Boot - 37

### Zwolle
1. Joop den Uyl[1] - 186.231 stemmen[2]
2. Wim Meijer - 753[12]
3. Hessel Rienks - 399
4. Sijbrigje Langedijk-de Jong - 1.391[7]
5. Annie Krouwel-Vlam - 924
6. Flip Buurmeijer[8] - 257
7. Jan Schaefer[5] - 382[6]
8. Gaston Sporre - 107
9. Bernard Duimel - 191
10. Harm Fekkers - 306
11. J.J. van Muijen - 76
12. J.L. Muller - 55
13. Willem Revet - 19[7]
14. Lammert Halfwerk - 75
15. W.G. de Jong-Gietelink - 119
16. Niek Rengers - 109
17. Rien Mertens - 59
18. Jan Olink - 76
19. J.R. van Savooijen - 44
20. Joost Cornelis Moolekamp - 147
21. Hennie Sternheim-Gerritse - 112
22. Willem van Dok - 42
23. Herman Jan Roerink - 85
24. Seef Moester - 128
25. Gerrit Bos - 43
26. H. Rotman - 51
27. Jantje Smit - 125
28. Gerrit Jan Bouwmeester - 59
29. Gerda Koopman-Nevenzeel - 139
30. Jan Schutte - 61

### Groningen
1. Joop den Uyl[1] - 131.089 stemmen[2]
2. Ko Wierenga - 658[15]
3. Ineke Haas-Berger - 2.520[7]
4. Bonno Spieker - 310
5. Jan Pronk[3] - 224[4]
6. Henk de Hamer[8] - 541
7. Jan Schaefer[5] - 268[6]
8. Evert van Dijk - 111
9. H.C. Heering - 96
10. Jacques Wallage - 288
11. Roel Schuthof - 66
12. Jan Beijert - 134
13. Toet Andriessen-Lize - 331
14. Jan Dobma - 103
15. B. Bos - 27
16. Gerrit van den Bremen - 39
17. Ypke Hein Gietema - 54
18. Gerard Godlieb - 27
19. Bruno Olf Willems - 33
20. Anja Jager - 253
21. P. Huisman - 31
22. Freerk Mulder - 36
23. Hendrik Koops - 21
24. Marten Zijlstra - 41
25. M.G. de Koning - 32
26. Jan Johannes Kuiper - 9
27. Melis Bloemsma - 49
28. Gerard Otten - 141
29. J.M. Wallage-Drees - 109
30. Cees Bolle - 25

### Assen
1. Joop den Uyl[1] - 100.643 stemmen[2]
2. Relus ter Beek - 916[7]
3. Wim Duisenberg[1] - 630[12]
4. Henk Knol - 461
5. Klaas de Vries - 176
6. Marijke Geertruida van de Merwe-Schröder - 1.181[14]
7. Frans Koffrie - 69
8. Jan Schaefer[5] - 164[6]
9. Anne Vondeling[25] - 82[21]
10. Ko Wierenga[17] - 37[15]
11. J. Lijzen - 69
12. Sijbrigje Langedijk-de Jong[20] - 128[7]
13. Ineke Haas-Berger[17] - 175[7]
14. Aaldrik Eshuis - 34
15. S. Vuyk - 30
16. D. den Ouden - 61
17. H. Harkema-Sasbrink - 108
18. Arend Voortman[22] - 24[12]
19. Jaap van der Doef[13] - 10[14]
20. Wil Velders-Vlasblom - 24[21]

### Maastricht
1. Joop den Uyl[1] - 167.043 stemmen[2]
2. Martin Konings - 3.118
3. Thijs Wöltgens - 2.415
4. Geesje Schaapman - 788[15]
5. Jan Schaefer[5] - 517[6]
6. M.Th.P. van Stralen - 507
7. Gerard Peters - 279
8. Ger Kockelkorn - 208
9. Johan Vriesema - 581
10. Jac Bennis - 342
11. J. van der Zee - 613
12. Jos Zuidgeest - 194
13. J. Mulders - 176
14. A.P.C. Ruigrok - 197
15. Eisso Woltjer - 117
16. John van Dijk - 150
17. John Wevers - 125
18. Henk Opsteegh - 155
19. R.J.L. de Visser - 68
20. M.A.A. Verberkt - 263
21. K. van Leusen - 114
22. Jo Andriesma - 181
23. H. Horeman-van Oorschot - 159
24. Jean Eyssen - 116
25. Servaes Huys - 60
26. J.A. Dirks - 79
27. P. Stoffel - 138
28. L. Melissen - 134
29. Mia Ebbelink-Eikenboom - 169
30. Huub Kessels - 188

CDA · PvdA · VVD · PPR · CPN · D'66 · DS'70 · SGP · Boerenpartij · GPV · PSP · RKPN · DAC · Federatie Bejaardenpartijen Nederland · Partij van de Belastingbetalers · SP · NVU · Verbond tegen Ambtelijke Willekeur · Europese Conservatieve Unie · Lijst 18 (kieskring IX) · KENml · RPF · NMP · Lijst 22
1946 · 1948 · 1952 · 1956 · 1959 · 1963 · 1967 · 1971 · 1972 · 1977 · 1981 · 1982 · 1986 · 1989 · 1994 · 1998 · 2002 · 2003 · 2006 · 2010 · 2012 · 2017 · 
2021 · 2023